# 燈節 (中華民國)
在臺灣、澎湖、金門和馬祖，各個縣市都有自己的燈節，分別在不同的月份舉行，其展覽的內容主要是以燈藝師創作的花燈為主題，其他藝術家創作會亮的發光體為次要展覽元素。
此外，部份國家還有以火為主角的燈火節。

## 中央性燈節
- 臺灣燈會：每年元宵節舉行之燈藝節慶活動，由中華民國交通部觀光局及各主辦縣市政府共同舉辦。

## 地方性燈節
- 台北燈節：臺北市政府舉辦的臺灣元宵燈節
- 新北燈會：新北市政府舉辦的臺灣元宵燈節[1]
- 白晝之夜：每年的十月份舉辦。
- 平溪天燈節
- 三峽水燈節
- 桃園燈會
- 新竹燈會
- 竹北燈節
- 東興圳光藝節
- 新埔花燈迎天穿[2][3]
- 苗栗龍節
- 中台灣元宵燈會：臺中市政府舉辦的臺灣元宵燈節。
- 太平元宵燈節
- 南投燈會：南投縣政府舉辦的臺灣元宵燈節
- 集集創意燈節：集集鎮公所舉辦的臺灣元宵燈節，前身為集集燈會
- 彰化月影燈季
- 燈Light西螺
- 雲林北港燈會
- 月津港燈節
- 普濟殿燈節
- 台南火王爺夜祭巡行[4]
- 新營波光節
- 高雄燈會藝術節：高雄市政府舉辦的臺灣元宵燈節
- 屏東綵燈節[5]
- 宜蘭水燈節
- 宜蘭奇幻耶誕燈節
- 花蓮太平洋燈會
- 澎湖國際海灣燈光節(夏秋兩季舉辦)
- 金門星光節[6] [7]